# Насир ад-дин Махмуд-шах I

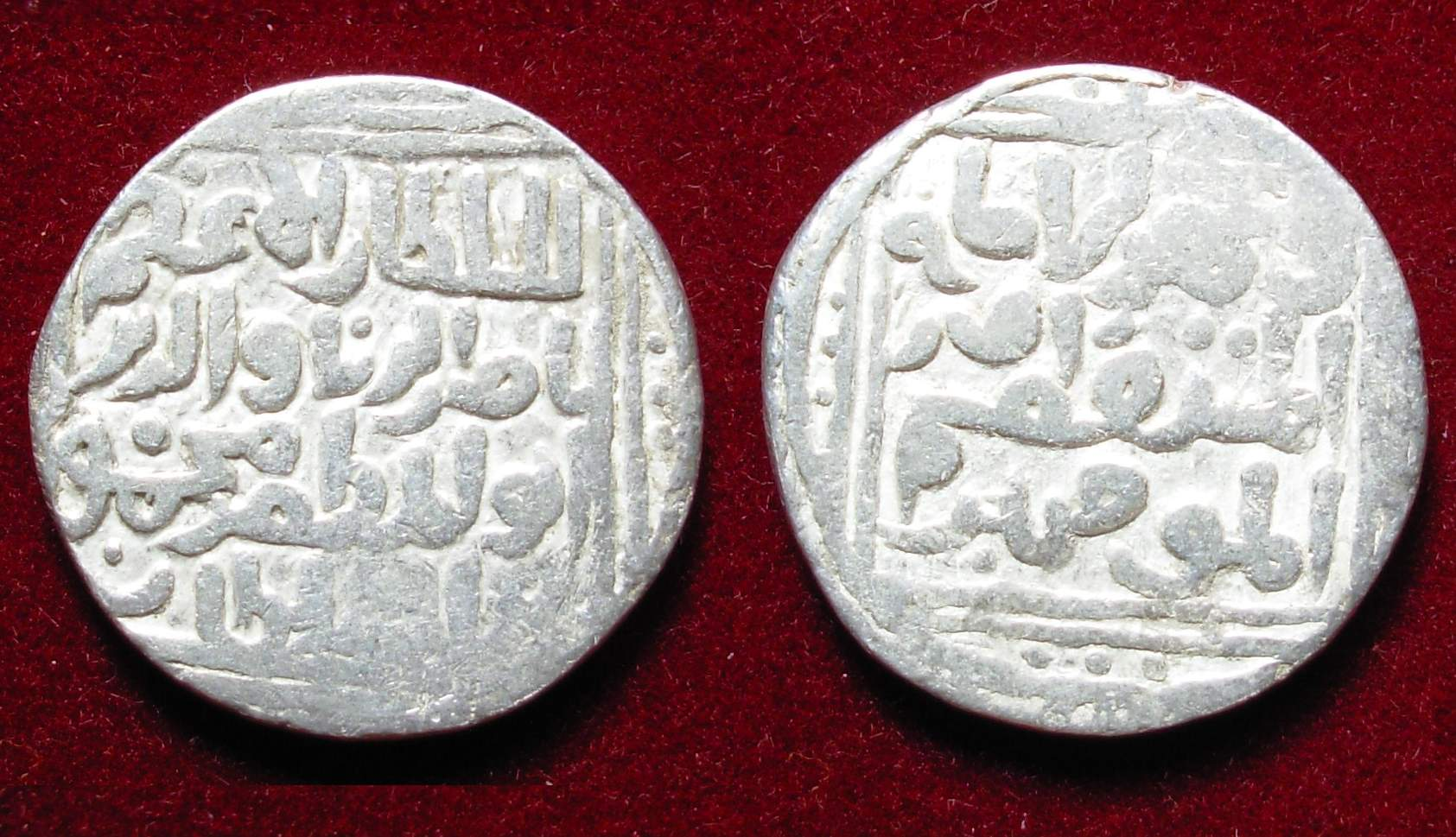
Монеты султана Махмуд-шаха I

Насир ад-дин Махмуд-шах I (? — 1266) — султан Дели из мамлюкской династии в 1246—1266 годах.

## Биография
Был сыном наместника Бенгалии Насир ад-дина Махмуда, старшего сына султана Илтутмиша. Не участвовал в дворцовых интригах. Однако в 1246 году в результате заговора эмира Балбана стал султаном, хотя его власть была в значительной степени номинальной. Балбану был присвоен титул наиб-и-мамлакат (заместителя султана).
Усиление власти Балбана и его сторонников привело к недовольству других эмиров. В 1253 году султана убедили отстранить Балбана со всех постов. Вместо него фактическую власть взял Имад ад-дин Райхан, но он не смог справиться с внутренним политическим кризисом, когда в 1254 году восстал брат султана Джала ад-дин. В результате Насир ад-дин вернул власть Балбану, а Джалала ад-дина назначил независимым правителем Лахора.
С тех пор власть Балбана стала неоспоримой. Он до самой смерти султана в 1266 году подавлял многочисленные восстания и попытки отделиться со стороны как мусульманских эмиров, так и со стороны индуистских раджей. Ему также пришлось отражать множество походов со стороны монголов из государства Хулагу.